# الغرفة الثانية للبرلمان السوري
الغرفة الثانية للبرلمان السوري، والتي دعيت حين مناقشة استحداثها مجلس الشيوخ، هي المجلس الثاني والأعلى في حال اعتمد نظام برلمان من مجلسين في البلاد. جرى مناقشة استحداث مجلس الشيوخ في المؤتمر السوري العام عام 1920، وكذلك بعيد انتخابات الجمعية التأسيسية عام 1928، واستمرّ النقاش في بعض المناسبات خلال عهد الجمهورية السورية الأولى، وفي مرحلة إعداد دستور 2012. أفضت المناقشات في جميع المناسبات لعدم استحداث مجلس شيوخ، أو غرفة ثانية باستثناء موافقة المؤتمر السوري في دستور 1920 على استحداثه.

## النقاش حول مجلس الشيوخ

### دستور 1920
بعد إعلان استقلال سوريا في مارس 1920، عكف المؤتمر السوري العام على وضع دستور للبلاد؛ وفي الدستور الذي أقرّ في مايو 1920، وتولى صياغته لجنة من المؤتمر برئاسة هاشم الأتاسي، أقرّ في المادة السابعة والأربعين تأليف سلطة تشريعية في البلاد من مجلسين هما مجلس الشيوخ ومجلس النواب؛ ولما كان دستور المملكة العربية السورية قد اعتمد نظام لامركزية إدارية واسعة النطاق، فقد أوجب على كل مجلس نيابي محلّي في المقاطعات أو الولايات التي تتألف منها المملكة انتخاب عدد يساوي ربع عدد ممثلي المقاطعة أو الولاية في مجلس النواب المركزي لعضوية مجلس الشيوخ؛ بهذه الصيغة يكون مجلس النواب يمثل عموم الشعب، بينما مجلس الشيوخ يمثل الشعب عبر الولايات والمناطق، ويمثل السلطة المحلية فيها؛ وهو بذلك أيضًا شبيه بمجلس الشيوخ الأمريكي.
منح مجلس الشيوخ صلاحية إقرار القوانين، بحيث تلزم موافقته إلى جانب موافقة مجلس النواب على أي قانون؛ ونصّ الدستور على كون نصف أعضاء المحكمة الدستورية العليا منتخبين من قبل مجلس الشيوخ؛ وبشكل عام، فإن جميع صلاحيات السلطة التشريعية للمجلس الأعلى قد منحت للمجلس. غير أن الأحداث اللاحقة والتي أفضت لمعركة ميسلون، وسقوط المملكة السورية، رغم قبولها مبدأ الانتداب الفرنسي، أفضى إلى عدم وجود مجلس الشيوخ المذكور على أرض الواقع.

### الجمهورية الأولى
عام 1928، جرت انتخابات الجمعية التأسيسية لوضع دستور للبلاد؛ مناقشات الجمعية التأسيسية أفضت للقول أنه لا توجد غاية لاستحداث غرفة ثانية في البرلمان، فمن ناحية، سوريا دولة مركزية، وبالتالي لا حاجة لتمثيل التقسيمات الإدارية فيها أو السلطة المحلية في هذه التقسيمات كما هي الحال في الولايات المتحدة؛ ومن ناحية ثانية، حسب النقاشات التي درات، فإن المجتمع السوري لم يدخل في ظروف تاريخية أفضت لظهور فئات اجتماعية مختلفة تستوجب تمثيل مختلف في مجلسين، كما هو الحال في المملكة المتحدة حيث يوجد مجلس العموم ومجلس لوردات؛ هذه المناقشات كانت كافية لحذف فكرة برلمان من مجلسين في دستور 1930.
عند إلغاء النظام الانتخابي لعام 1928 واستبداله بنظام 1947، اقترح بعض النواب أمثال منير العجلاني، استحداث مجلس شيوخ، بحيث ينتخب مجلس النواب بطريقة الانتخاب المباشر وعلى درجة واحدة، وينتخب مجلس الشيوخ بنظام 1928 ذاته على درجتين، وهو ما من شأنه، حسب رأيه، تحقيق التوازن في نوعية الفئات التي تصل إلى البرلمان؛ غير أن اقتراحه لم ينفذ. عام 1950، خلال مباحثات سوريا الكبرى، والوحدة الهاشمية في العراق، بلور الجانبان فكرة برلمان اتحادي بين سوريا والعراق، يكون بمثابة غرفة عليا لبرلمان كلا البلدين في دمشق وبغداد، غير أنّ انقلاب الشيشكلي الاول أطاح بمشروع سوريا الكبرى والوحدة الهاشمية ككل.
بعض المؤرخين عن سوريا المعاصرة وجدوا أنّ «أحد أسباب الازمات الحكومية في الجمهورية الأولى، صعوبة قيام نظام جمهوري برلماني، في برلمان من غرفة واحدة»، ذلك بأن قيام نظام المجلسين، يفسح مجال أوسع للتمثيل من ناحية، ورقابة ذاتية على البرلمان من ناحية ثانية من خلال امتلاك البرلمان حق النقض على ذاته؛ فضلاً عن كون عدد أعضاء المجلس الأعلى، أقل وذوي شروط مطلوبة أعلى، ومنتخبين على أساس دوائر كبرى، وهو ما يمنح درجة استقرار سياسي أكبر.

### دستور 2012
منذ قيام الجمهورية السورية الثانية عام 1963، اعتمدت الدساتير المؤقتة ثم دستور 1973 صيغة برلمان من مجلس واحد؛ خلال الأزمة السورية ومناقشات دستور 2012، تم اقتراح استحداث مجلس شيوخ في سوريا مجددًا، بكل الأحوال اللجنة التي صاغت دستور 2012 أبقت على مواد دستور 1973 فيما يخصّ البرلمان من كافة النواحي.